# Bisdom Casale Monferrato
Het bisdom Casale Monferrato (Latijn: Dioecesis Casalensis; Italiaans: Diocesi di Casale Monferrato) is een in Italië gelegen rooms-katholiek bisdom met zetel in de stad Casale Monferrato in de provincie Alessandria. Het bisdom behoort tot de kerkprovincie Vercelli, en is, samen met de bisdommen Alessandria, Biella en Novara, suffragaan aan het aartsbisdom Vercelli.

## Geschiedenis
Het bisdom werd opgericht op 18 april 1474 door paus Sixtus IV met de apostolische constitutie Pro excellenti. Dit gebied viel daarvoor onder de bisdommen Asti en Vercelli. Het werd suffragaan aan het aartsbisdom Milaan. Op 17 juli 1817 werd Casale Monferrato een suffragaanbisdom van het aartsbisdom Vercelli.

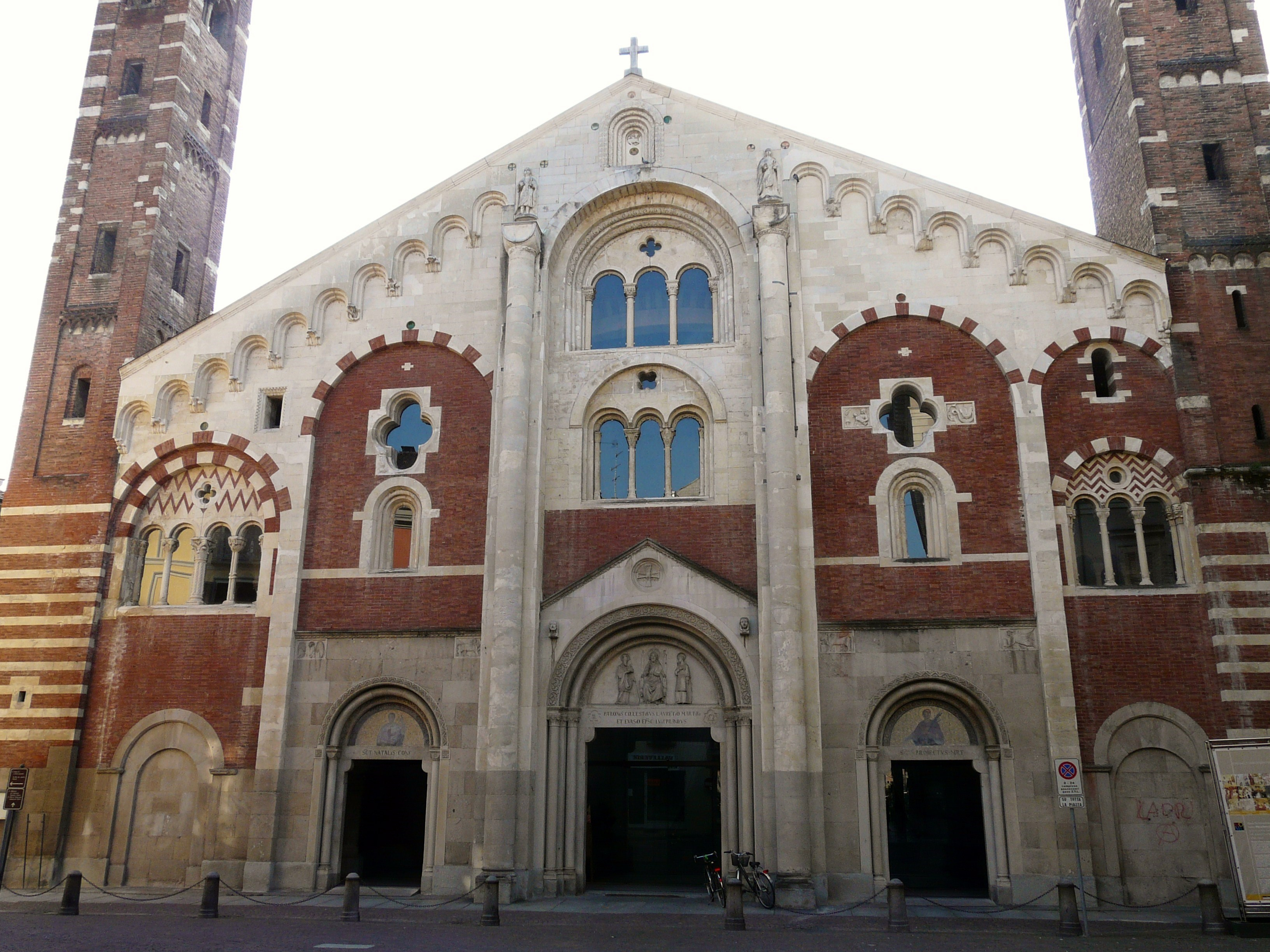
Kathedraal van Casale Monferrato